# Friedrich-Ebert-Platz (Remscheid)

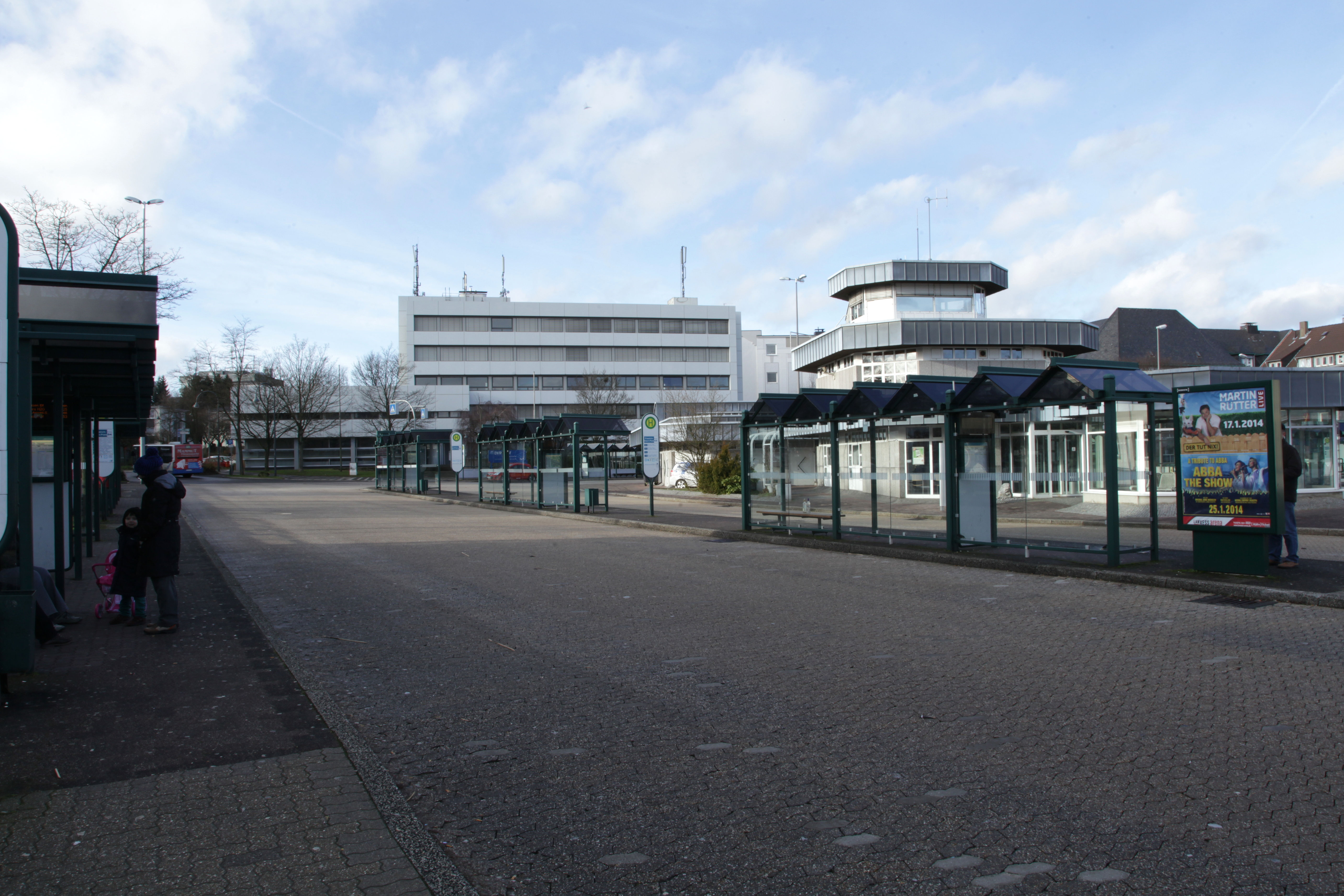
Friedrich-Ebert-Platz (2014), in Bildmitte das SPZ Remscheid

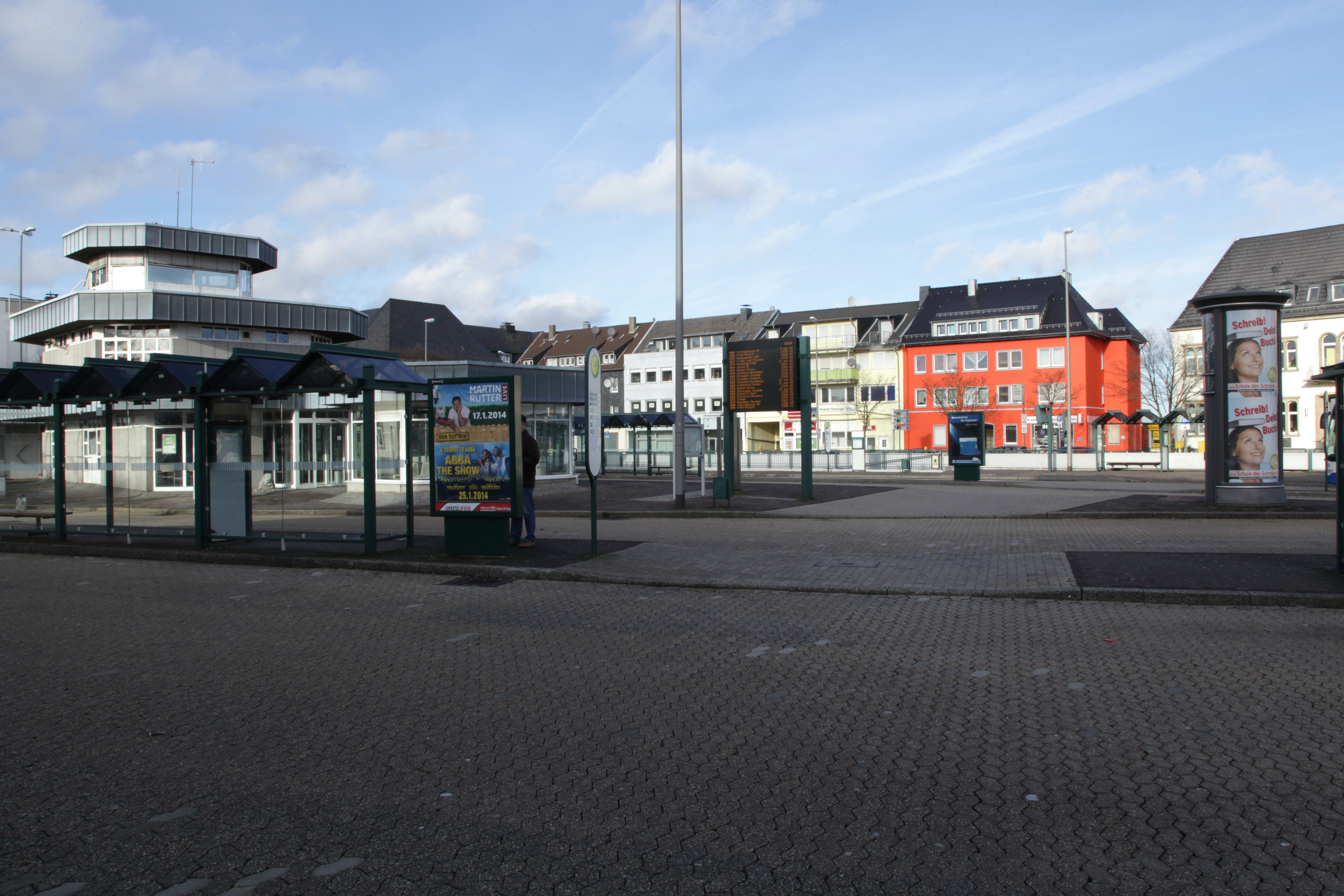
Friedrich-Ebert-Platz

Der Friedrich-Ebert-Platz in Remscheid ist ein zentraler Platz, auf dem sich der zentrale Omnibusbahnhof (Busbf) der Stadt befindet.
Er ist nach Friedrich Ebert, dem ersten Reichspräsidenten der Weimarer Republik, benannt.

## Allgemeines
Von hier aus verkehren Busse in alle Stadtteile und andere Städte wie Wuppertal, Köln und Wermelskirchen.
Auf dem Platz befindet sich ein Gebäude der Stadtwerke Remscheid, unter dem Platz eine Tiefgarage.
Westlich des Platzes findet sich seit 2015 das SPZ Remscheid – Zentrum für psychosoziale Beratung, Rehabilitation und Integration im ehemaligen Gebäude des Remscheider General-Anzeigers.

## Geschichte
1958 wurde der Friedrich-Ebert-Platz als Verkehrsknotenpunkt eröffnet. Bis 1969 gab es am Platz auch Straßenbahn-Haltestellen; der Betrieb wurde am 10. April 1969 nach 76 Jahren eingestellt.
Bis 1985 erfolgte die Neuordnung des zentralen Omnibus-Bahnhofes Friedrich-Ebert-Platz, um den gestiegenen Anforderungen gerecht zu werden.
2017 wurde ein Wettbewerb ausgelobt, um die Gestaltung des Platzes aufzuwerten. Der Busbahnhof soll mit fünf Millionen Euro umgebaut werden und der neu gestaltete Stadtplatz mehr Aufenthaltsqualität bieten. Im zentral stehende Betriebsgebäude der Stadtwerke Remscheid befanden sich 2017 Verkehrsleitstelle sowie Aufenthaltsräume des Fahrpersonals als auch ein MobileCenter. Der Abriss des Gebäudes begann im Oktober 2021.

## Öffentlicher Personennahverkehr
Der ÖPNV wird heute mit Bussen ausgeführt. Es bestehen Verbindungen nach Wermelskirchen, Solingen-Burg, Wuppertal-Elberfeld, und Köln. Zudem gibt es in Lennep weitere Umsteigemöglichkeiten nach Gummersbach und sogar Berlin. Der Busbahnhof liegt auf dem Tarifgebiet des Verkehrsverbundes Rhein-Ruhr (VRR), befindet sich jedoch ebenfalls auf dem Tarifgebiet des erweiterten Verkehrsverbundes Rhein-Sieg (VRS) (Übergangstarif). Dadurch sind neben Düsseldorf und Köln auch Ziele wie z. B. Essen oder Bonn möglich.
Der Remscheider Hauptbahnhof ist, durch die neu erbaute Fußgängerbrücke, in nur 10 bis 15 Minuten zu erreichen. Dort besteht Anschluss zum Müngstener S7 nach Wuppertal oder Solingen, oder zum Düssel-Wupper-Express RE47 nach Hilden oder Düsseldorf, wo weitere Ziele erreicht werden können.
| Linie | Linienverlauf | Betreiber | Takt         | Bussteig |
| ----- | --- | --------- | ------------ | -------- |
| CE63  | Remscheid Allee-Center – Friedrich-Ebert-Platz – Remscheid Hbf – Neuenkamp/Stadtwerke – Bökerhöhe – Lüttringhausen Rathaus – Klausen – Am Blaffertsberg – Hülsberg – Industriehof Lüttringhs. – Luckhausen – Lüttringhausen Bf (Beyb.Str) | SR        | 60min Mo -Fr | D4/B2    |
| 260   | Hochstraße – Friedrich-Ebert-Platz – Remscheid Hbf – Zentralpunkt – Mannesmann – Bliedinghausen – WK-Preyersmühle – Friedenstr – Wermelskirchen Busbf – Burscheid – Hilgen/Raiffeisenplatz – Blechersiefen – Neuboddenberg – Leverkusen-Schlebusch – Schlebusch-Nitummer Weg – Köln-Mülheim Wiener Platz – Deutz-Im Rheinpark – Köln-Deutz/Messe Bf – Köln Hbf/Breslauer Platz | RVK       | 30 min       | B/C2     |
| 615   | Neuenkamp/Stadtwerke – Remscheid Hbf – Friedrich-Ebert-Platz – RS-Hasten – RS-Gerstau – W-Cronenberg – W-Hahnerberg – W-Universität – Historische Stadthalle – W-Elberfeld Hbf | SR,WSW    | 20 min       | D4/A4    |
| 652   | Hochstraße – Friedrich-Ebert-Platz – Remscheid Hbf – Zentralpunkt – Struck – Talsperre/Mebusmühle – Kenkhausen – Lüffringhausen – Belten – Wermelskirchen Mitte -> Weiter als 672 nach Remscheid Mitte | SR        | 30/60 min    | B2/C2    |
| 653   | RS-Hasten Kirche – Friedrich-Ebert-Platz – Remscheid Hbf – Zentralpunkt – Mannesmann – Ehringhausen – SG-Burger Bahnhof – Haus Sonne – Burg Aue | SR        | 20 min       | A4/C2    |
| 654   | (SG-Burger Bahnhof -) Reinshagen – Güldenwerth Bf – Rathaus/Gründerquartier – Friedrich-Ebert-Platz – Remscheid Hbf – Neuenkamp/Stadtwerke – Bökerhöhe – Jägerwald – Lennep Bf – Lennep Mitte – Lüttringhausen Altstadt – Lüttringhausen Mitte – Lüttringhausen Bf (Schleife)                                                                                                  | SR        | 20 min       | D4/B3    |
| 655   | Stadtpark/Quimperplatz – Friedrich-Ebert-Platz – Remscheid Hbf – Zentralpunkt – Mixsiepen – Bökerhöhe – Jägerwald – Lennep Bf – Lennep Mitte – Hackenberg/Badeparadies H2O | SR        | 20 min       | D4/B2    |
| 657   | RS-Hasten Kirche – Stockden – Rathaus – Friedrich-Ebert-Platz – Remscheid Hbf – Blumental Schleife | SR        | 30/60 min    | D1/B2    |
| 658   | (SG-Müngsten Brückenpark) – Morsbach – Güldenwerth Bf – Stockden – Stadtpark/Quimperplatz – Rathaus/Gründerquartier – Friedrich-Ebert-Platz – Remscheid Hbf – Rosenhügel – Zentralpunkt – Falkenberg | SR        | 30 min       | B2/C1    |
| 660   | Rathaus/Gründerquartier – Friedrich-Ebert-Platz – Remscheid Hbf – Clarenbach – Goldenberg – Klausen – Lüttringhausen Mitte – Lüttringhausen Bf (Schleife) | SR        | 20 min       | D4/B2    |
| 664   | Kremenholl/Paulstr.– Amtsgericht – Rathaus/Gründerquartier – Friedrich-Ebert-Platz – Remscheid Hbf – Fichtenhöhe – Hohenhagen – Ueberfeld – Bökerhöhe – Hasenberg – Lennep Mitte – Lennep Bf | SR        | 20 min       | D4/B3    |
| 670   | W-Ronsdorf Markt – Am Stadtbahnhof – Halbach – Clarenbach – Raspelweg – Steinberg – Friedrich-Ebert-Platz – Remscheid Hbf – Honsberg Sportplatz | SR        | 20 min       | D1/A3    |
| 672   | Hochstraße – Friedrich-Ebert-Platz – Remscheid Hbf – Zentralpunkt – Struck – Großberghausen – Talsperre/Mebusmühle – Ortlinghaus – Wermelskirchen Busbf -> Weiter als 652 nach Remscheid Mitte | SR        | 30/60 min    | B2/C2    |
| 673   | Nordstraße7TBR – Friedrich-Ebert-Platz – Remscheid Hbf – Rosenhügel – Mannesmann – Bliedinghausen – WK-Preyersmühle – WK-Eschbachtal Strandbad – Talsperre/Raststätte | SR        | 60 min       | A3/C1    |
| 675   | Richard-Lindenberg-Platz – Rath – Königstraße Mitte – (Stadtpark/Quimperplatz – Rathaus/Gründerquartier – Friedrich-Ebert-Platz) – Remscheid Hbf – Zentralpunkt – Baisiepen Tennisplatz | SR        | 30/60 min    | B2/C2    |

### Nachtexpresse
Die Nachtbusse fahren frühestens ab 21 Uhr und verkehren bis spätestens bis 3 Uhr des Folgetags.
| Linie | Verlauf | Takt      | Betreiber | Bussteig |
| ----- | --- | --------- | --------- | -------- |
| NE12  | Friedrich-Ebert-Platz – Remscheid Hbf – Rosenhügel – Zentralpunkt – Struck – Baisiepen – Falkenberg – Mannesmann – Bliedinghausen – WK-Preyersmühle – Friedenstr – Wermelskirchen Mitte – Belten – Talsperre/Mebusmühle – Großberghausen – Struck – Zentralpunkt – Rosenhügel – Remscheid Hbf – Friedrich-Ebert-Platz                                                                                                 | 60 min    | SR        |          |
| NE13  | Remscheid Hbf – Friedrich-Ebert-Platz – Rathaus/Gründerquartier – Güldenwerth Bf – Reinshagen – Solingen-Burger Bahnhof – Ehringhausen – Mannesmann – Zentralpunkt – Hohenhagen – Fichtenhöhe – Remscheid Hbf – Friedrich-Ebert-Platz | 60 min    | SR        |          |
| NE14  | Friedrich-Ebert-Platz – Remscheid Hbf – Zentralpunkt – Mixsiepen – Bökerhöhe – Lennep Bf – Lennep Mitte – Hasenberg – Hackenberg – Lüttringhausen Mitte – Goldenberg – Clarenbach – Remscheid Hbf – Friedrich-Ebert-Platz | 60 min    | SR        |          |
| NE15  | Remscheid Hbf – Friedrich-Ebert-Platz – RS-Hasten – RS-Gerstau – W-Cronenberg – W-Hahnerberg – W-Universität – Historische Stadthalle – W-Elberfeld Hbf Linienverlauf Letzte fahrt am Wochenende 03:10 W-Elberfeld Hbf – Historische Stadthalle – Unterer Grifflenberg – Mensa – Im Ostersiepen – W-Hahnerberg – W-Cronenberg – RS-Gerstau – RS-Hasten – Friedrich Ebert Platz – Remscheid Hbf – Neuenkamp/Stadtwerke | 30/60 min | SR,WSW    |          |
| NE16  | Friedrich-Ebert-Platz – Remscheid Hbf – Clarenbach – Goldenberg – Lüttringhausen Mitte – Klausen – Wuppertal-Ronsdorf Bf – Kratzkopfstraße – Am Stadtbahnhof – Halbach – Lüttringhausen Mitte – Lennep Mitte – Lennep Bf – Bökerhöhe – Neuenkamp/Stadtwerke – Remscheid Hbf – Friedrich-Ebert-Platz | 60 min    | SR        |          |
| NE17  | Remscheid Hbf – Friedrich-Ebert-Platz – Stadtpark/Quimperplatz – Steinberg – Rath – RS-Hasten – Steinberg – Remscheid Hbf – Stachelhausen – Rathaus/Gründerquartier – Friedrich-Ebert-Platz – Remscheid Hbf | 60 min    | SR        |          |
| NE18  | Remscheid Hbf – Friedrich-Ebert-Platz – Rathaus/Gründerquartier – Stadtpark/Quimperplatz – Stockden – Güldenwerth Bf – Reinshagen (- SG-Müngsten Brückenpark – Morsbach) – Vieringhausen – Stadtpark/Quimperplatz – Friedrich-Ebert-Platz – Remscheid Hbf | 60 min    | SR        |          |
| NE19  | Friedrich-Ebert-Platz – Remscheid Hbf – Fichtenhöhe – Hohenhagen – Bökerhöhe – Hasenberg – Hackenberg – Lennep Mitte – Lennep Bf – Radevormwald-Herbeck – Radevormwald Mitte – Radevormwald-Herbeck – Lennep Mitte – Lennep Bf – Bökerhöhe – Mixsiepen – Zentralpunkt – Remscheid Hbf – Friedrich-Ebert-Platz | 60 min    | SR        |          |
| NE20  | Friedrich-Ebert-Platz – Remscheid Hbf (– Blumental Schleife) – Honsberg Sportplatz – Kremenholl/Paulstr – Stachelhausen – Remscheid Hbf – Friedrich-Ebert-Platz | 60 min    | SR        |          |